# Zelo Surrigone

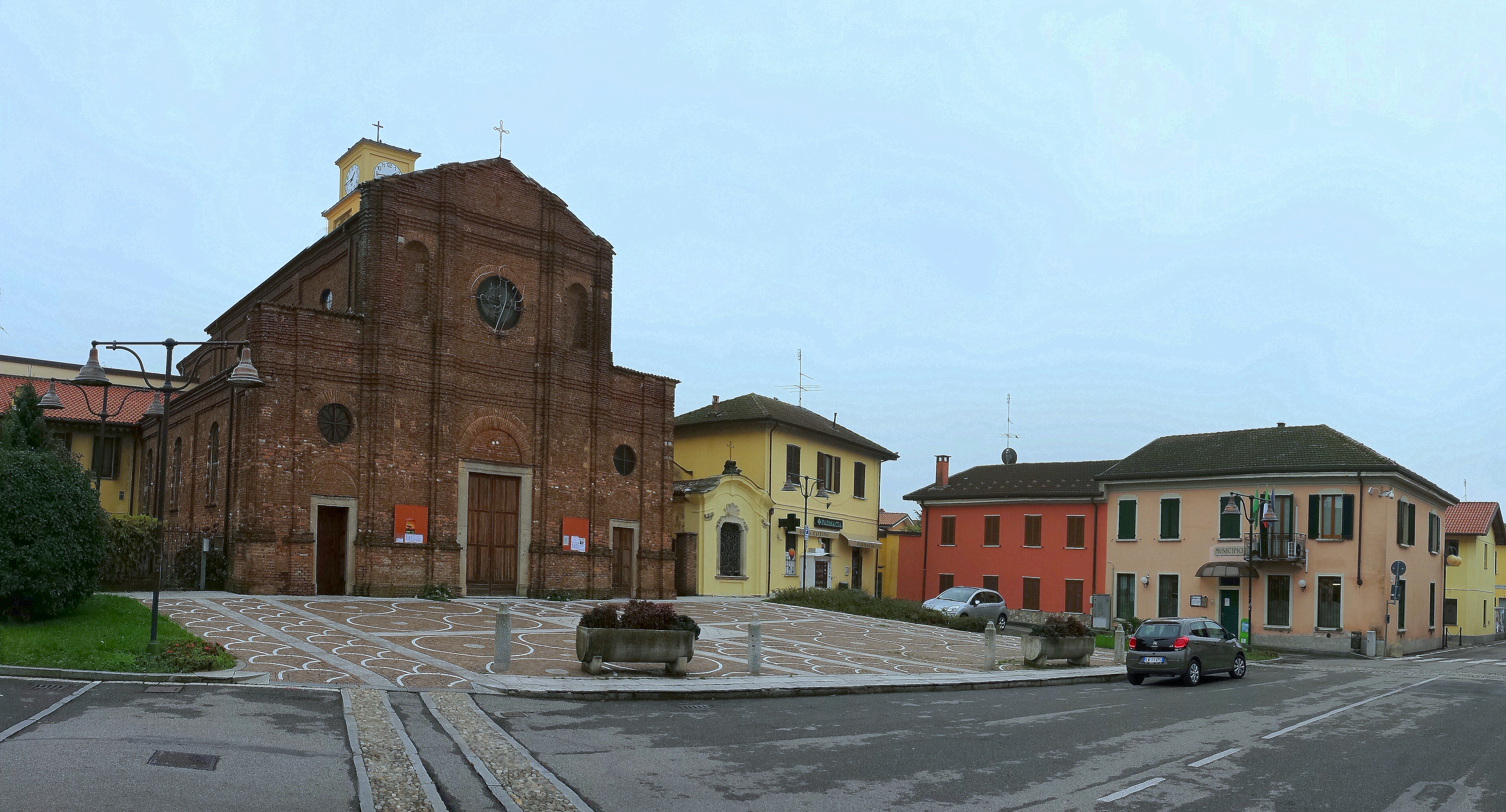
Zelo Surrigone, die Kirche Santa Giuliana e Beata Vergine del Carmelo, Piazza Roma, Via Manzoni (2014)

Zelo Surrigone ist eine Fraktion der norditalienischen Gemeinde (comune) Vermezzo con Zelo in der Metropolitanstadt Mailand, Region Lombardei. 
Die Gemeinde Zelo Surrigone wurde am 8. Februar 2019 mit Vermezzo zur neuen Gemeinde Vermezzo con Zelo zusammengeschlossen. Sie hatte zuletzt 1849 Einwohner (Stand 31. Dezember 2017) auf einer Fläche von 4 km².

## Demografie
Zelo Surrigone zählt 445 Privathaushalte. Zwischen 1991 und 2001 stieg die Einwohnerzahl von 769 auf 1110. Dies entspricht einer prozentualen Zunahme von 44,3 %.

## Partnerstädte
Zelo Surrigone ist eine Partnergemeinde von Ober-Ramstadt.